# 詹姆斯·马圭尔
詹姆斯·马圭尔（英語：James Maguire，1939年9月28日—），生于安大略省韦斯顿，加拿大男子篮球运动员。他曾随加拿大国家队参加1964年夏季奥运会男子篮球比赛，结果获得第十四名。